# Хван Джун Хо
Хван Джун Хо (род. 3 августа 1993 года) — корейский лыжник, участник Олимпийских игр в Сочи, трёхкратный чемпион Южной Кореи.

## Карьера
В Кубке мира Хван Джун Хо никогда не выступал. Регулярно выступает в Дальневосточном кубке и Австрало-Новозеландском кубке, но без особого успеха, его лучшем результатом в общем итоговом зачёте Дальневосточного кубка стало 13-е место в сезоне 2011/12, а общем итоговом зачёте Австрало-Новозеландского кубка 25-е место в сезоне 2013/14.
На Олимпийских играх 2014 года в Сочи занял 68-е место в гонке на 15 км классическим стилем, кроме того стартовал в скиатлоне, но отстал на круг и был снят с дистанции.
За свою карьеру в чемпионатах мира участия не принимал. На молодёжных и юниорских чемпионатах мира его лучшим результатом в личных гонках стало 78-е место в скиатлоне на юниорском чемпионате мира 2012 года. В разные годы трижды побеждал в чемпионатах Южной Кореи.